# I Love Rock ’n’ Roll
I Love Rock ’n’ Roll – piosenka napisana w 1975 roku przez Alana Merrilla i Jake’a Hookera z grupy The Arrows, która zagrała też jej pierwszą wersję. Utwór jest jedną z najsłynniejszych rockowych melodii. Doczekała się ona wielu coverów, z których największym hitem okazało się wykonanie Joan Jett & The Blackhearts z 1982 roku.

## Wersja The Arrows
Piosenka została jako pierwsza nagrana i wydana przez zespół The Arrows, w roku 1975 w wytwórni Rak Records. Jej producentem był Mickie Most, założyciel RAK Records.

## Wersja Joan Jett
Pierwszą wersję piosenki Joan Jett nagrała w roku 1979 wraz z dwoma muzykami z grupy Sex Pistols: Steve’em Jonesem i Paulem Cookiem. Została ona jednak wydana dopiero w roku 1993 w składankowym albumie Joan Jett pt. Flashback. W 1982 piosenkarka ponownie wykonała „I Love Rock ’n’ Roll”, tym razem ze swoim zespołem The Blackhearts. Wersja ta stała się muzycznym przebojem, przez siedem tygodni utrzymywała się na pierwszym miejscu amerykańskiej listy Billboard Hot 100.

### Pozycje singla
| Lista (1982)                       | Pozycja |
| ---------------------------------- | ------- |
| U.S. Billboard Hot 100             | 1       |
| U.S. Billboard Top Tracks          | 1       |
| U.S. Billboard Hot Dance Club Play | 31      |
| UK Singles Chart                   | 4       |
| Dutch Singles Chart                | 1       |

## Wersja Britney Spears
I Love Rock ’n’ Roll to wydany w roku 2002 singel amerykańskiej wokalistki popowej Britney Spears, pochodzący z jej trzeciego albumu pt. Britney. Singel wydany został w Australii i Europie.

### Teledysk
Na potrzeby promocji, do utworu Spears zrealizowano teledysk w reżyserii Chrisa Applebauma, współpracującego poprzednio z artystką przy teledysku do „Overprotected”. Obraz pokazuje Britney w wielkim czerwonym pokoju, ze swoim zespołem. Piosenkarka czołga się na kolanach po podłodze, gra na gitarze, a także tańczy na motocyklu. Specjalna edycja klipu pokazuje klub karaoke. Scena ta pochodzi z filmu Tamry Davis Crossroads, w którym wokalistka wystąpiła w głównej roli. Wersja ta nagrana została dla Ameryki Łacińskiej i miała promować film.

### Pozycje singla
| Lista (2002)                  | Pozycja |
| ----------------------------- | ------- |
| Portugalia Airplay Chart      | 4       |
| Niemcy Singles Chart          | 4       |
| Irlandia Singles Chart        | 6       |
| Austria Singles Chart         | 4       |
| Izrael Singles Chart          | 1       |
| Wielka Brytania Singles Chart | 3       |
| Australia ARIA Singles Chart  | 3       |
| Szwecja Singles Chart         | 1       |
| Szwajcaria Singles Chart      | 1       |
| Filipiny Top Hits             | 5       |
| Finlandia Singles Chart       | 1       |
| Włochy Singles Chart          | 2       |
| Belgia Singles Chart          | 1       |
| Europa Singles Chart          | 1       |
| Kanada Singles Chart          | 3       |
| United World Chart            | 7       |
| Japonia 'Tokio Hot 100'       | 7       |

### Lista utworów
Brytyjski CD Singel
1. „I Love Rock ’n’ Roll” – 3:06
2. „I Love Rock ’n’ Roll” [Karaoke Version] – 3:04
3. „Overprotected” [The Darkchild Remix Radio Edit] – 3:06
4. Enhanced With „I Love Rock ’n’ Roll” Video

Europejski CD Singel
1. „I Love Rock ’n’ Roll” – 3:06
2. „I Love Rock ’n’ Roll” [Karaoke Version] – 3:04
3. „Overprotected” [Riprock 'N' Alex G Remix] – 3:24
4. „I’m Not a Girl, Not Yet a Woman” [Metro Remix] – 5:25

Europejski 2-Nagraniowy CD Singel
1. „I Love Rock ’n’ Roll” – 3:06
2. „Overprotected” [The Darkchild Remix] – 3:18

Australijski CD Singel
1. „I Love Rock ’n’ Roll” – 3:06
2. „I Love Rock ’n’ Roll” [Karaoke Version] – 3:04
3. „Overprotected” [The Darkchild Remix] – 3:18
4. „I’m Not a Girl, Not Yet a Woman” [Metro Remix] – 5:25

Japoński CD Singel
1. „I Love Rock ’n’ Roll” – 3:06
2. „I Love Rock ’n’ Roll” [Karaoke Version] – 3:04
3. „Overprotected” [The Darkchild Remix] – 3:18
4. „I’m Not a Girl, Not Yet a Woman” [Metro Remix] – 5:25
5. „I’m a Slave 4 U” [Thunderpuss Radio Mix] – 3:18
6. „I’m a Slave 4 U” [Miguel Migs Petalpusher Vocal] – 5:30
7. „I'm Not a Girl, Yet Not a Woman” [Spanish Fly Dub Mix] – 6:01

## Pozostałe wersje
Utwór I Love Rock ’n’ Roll był wykonywany przez wielu innych artystów, między innymi:
- Hayseed Dixie
- Ghoti Hook
- Dragon Ash (jako „I Love Hip Hop”)
- Griva (jako „I law Myroslaw”)
- Weird Al Yankovic (w parodii, jako „I Love Rocky Road”)
- Miley Cyrus (m.in. podczas trasy koncertowej Wonder World Tour)
- Lee Da Hae
- The Dresden Dolls
- L’Arc-en-Ciel

Piosenki tej nie wykonał zespół AC/DC, chociaż w sieciach P2P można znaleźć fałszywe wersje będące rzekomo śpiewane przez tę grupę muzyczną.